# Jelena Gulajewa
Jelena Gulajewa, ros. Елена Гуляева (z domu Rodina [Родина], ur. 14 sierpnia 1967 w Moskwie) – rosyjska lekkoatletka specjalizująca się w skoku wzwyż, uczestniczka letnich igrzysk olimpijskich w Atlancie (1996). W czasie swojej kariery reprezentowała również Związek Radziecki.
W 1991 r. została ukarana dwuletnią dyskwalifikacją za stosowanie niedozwolonych środków dopingujących.

## Sukcesy sportowe
- dwukrotna mistrzyni Związku Radzieckiego w skoku wzwyż – 1988, 1991[2]
- halowa mistrzyni Rosji w skoku wzwyż – 1994[3]

| Rok  | Miasto    | Zawody                    | Konkurencja | Wynik         |
| ---- | --------- | ------------------------- | ----------- | ------------- |
| 1991 | Sewilla   | Halowe mistrzostwa świata | skok wzwyż  | 6. miejsce    |
| 1993 | Stuttgart | Mistrzostwa świata        | skok wzwyż  | 4. miejsce    |
| 1994 | Helsinki  | Mistrzostwa Europy        | skok wzwyż  | srebrny medal |
| 1995 | Barcelona | Halowe mistrzostwa świata | skok wzwyż  | 5. miejsce    |
| 1995 | Monako    | Finał Grand Prix IAAF     | skok wzwyż  | 3. miejsce    |
| 1996 | Atlanta   | Igrzyska olimpijskie      | skok wzwyż  | 4. miejsce    |
| 1998 | Walencja  | Halowe mistrzostwa Europy | skok wzwyż  | 4. miejsce    |
| 1998 | Budapeszt | Mistrzostwa Europy        | skok wzwyż  | 6. miejsce    |

## Rekordy życiowe
- skok wzwyż – 2,01 – Kalamata 23/05/1998
- skok wzwyż (hala) – 2,00 – Moskwa 27/01/1994